# Orgue de bambou de Las Piñas
L'orgue de bambou de Las Piñas  est un orgue du XIXe siècle installé dans l'église paroissiale Saint Joseph à  Las Piñas aux Philippines, dont les tuyaux sont faits de tiges de bambou. Il a été achevé en 1824 par le père Diego Cera, un missionnaire espagnol, bâtisseur de l'église en pierre de la ville et son premier curé catholique résident.

## Histoire
Devant le coût de l'importation de tuyaux en étain, le père Diego Cera se résolu à prendre du bambou pour la construction d'instrument. La coupe de bambou pour concevoir l'orgue a commencé en 1816 et fut enterré durant un an environ dans le sable d'une plage afin que le sel protège le bois de la vermine. En 1824, les 122 tuyaux en bois de bambou sont prêts et montés à l'instrument.
L'instrument a subi de nombreuses catastrophes, dont les 3 tremblements de terre de 1880 destructeurs à la suite desquels les pièces d'origine de l'orgue sont désinstallées et rangées dans le vieux sacristie . Il fut ensuite longtemps inutilisable, surtout du début du XXe siècle jusqu'à la sortie de la Seconde Guerre mondiale. À partir 1911 (ou 1917), il devient une attraction touristique et fait l'objet de plusieurs rénovations,  dont l'installation d'un moteur électrique pour souffler dans les tubes.
En 1972, le gouvernement des Philippines et la collectivité locale ont envoyé l'orgue en Allemagne pour le faire restaurer par Jahannes Klais Orgelbau KG. Après restauration, l'orgue est testé à l'usine Klais près de Bonn, puis renvoyé par avion (Sabena Airlines). Pour son retour prévu en 1975, l'église qui abrite l'orgue de bambou et les bâtiments environnants ont été restaurés dans leur état du XIXe siècle par l'architecte Francisco Mañosa et son partenaire Ludwig Alvarez.
Le « festival international de l'orgue de bambou », festival annuel de musique classique, a été lancé pour célébrer la musique et la sonorité unique de cet instrument restauré.
L'orgue a été déclaré Trésor culturel national des Philippines en 2003. L'église paroissiale Saint-Joseph, avec le célèbre orgue et le musée de l'église dans l'ancien couvent, est une destination touristique populaire pour les visiteurs, philippins ou étrangers, de Las Piñas.

## Description
L'orgue de bambou de Las Piñas est composé de 902 tuyaux de bambou et 129 tuyaux en métal (1031 tuyaux au total).

## Direction
Depuis 1992, Armando Salarza est  l'organiste titulaire de l'orgue de bambou.
Il est aussi le directeur artistique du festival international de l'orgue de bambou, qui est désormais le plus long festival de musique international tenu chaque année dans le pays